# Cécile Aubry
Anne-José Madeleine Henriette Bénard, mais conhecida Cécile Aubry (3 de agosto de 1928 - 19 de julho de 2010), foi uma atriz, roteirista, diretora de televisão e escritora francesa.
Sua estreia como atriz ocorreu no filme "The Black Rose", de 1950, contracenando com Tyrone Power e Orson Welles. 

## Filmografia
| Ano  | Título                       | Personagem                  | Notas |
| ---- | ---------------------------- | --------------------------- | ----- |
| 1947 | Une nuit à Tabarin           |                             |       |
| 1949 | Manon                        | Manon Lescaut               |       |
| 1950 | The Black Rose               | Maryam                      |       |
| 1950 | Bluebeard                    | Aline                       |       |
| 1953 | Piovuto dal cielo            |                             |       |
| 1954 | Dancing in the Sun           | Solotänzerin Nanon          |       |
| 1957 | La ironía del dinero         | L'américaine                |       |
| 1957 | C'est arrivé à 36 chandelles | Cécile Aubry (sem créditos) |       |
| 1960 | L'espionne sera à Nouméa     |                             |       |